# Magnolia emarginata
Magnolia emarginata là một loài thực vật có hoa trong họ Magnoliaceae. Loài này được Urb. & Ekman mô tả khoa học đầu tiên năm 1931.